# Catenay
Catenay település Franciaországban, Seine-Maritime megyében. Lakosainak száma 697 fő (2022. január 1.). Catenay Blainville-Crevon, Boissay, Saint-Aignan-sur-Ry és Saint-Germain-des-Essourts községekkel határos.

## Népesség
A település népességének változása:
| Lakosok száma | 692  | 687  | 693  | 678  | 678  | 672  | 681  | 689  | 697  |
|               | 2013 | 2015 | 2016 | 2017 | 2018 | 2019 | 2020 | 2021 | 2022 |